# Jim Shea sr.
James Edmund ("Jim") Shea sr. (Lake Placid, 22 juni 1938) was een Amerikaans skiër. Hij is lid van de eerste familie die drie generaties Olympiërs heeft voortgebracht. Zijn vader Jack Shea was lid van de Amerikaanse schaatsploeg bij de Winterspelen van 1932 en won twee gouden medailles. Zijn zoon Jim Shea jr. deed mee als skeletonracer aan de Winterspelen van 2002 en won een gouden medaille.
Jim Shea sr. was lid van de Amerikaanse skiploeg bij de Winterspelen van 1964 en deed mee met de onderdelen Noordse combinatie en Langlaufen.